# REGALITY
『REGALITY』は、2017年9月20日に発売されたTRIGGERの1枚目のアルバムである。
豪華盤、初回限定盤、通常盤の3形態で発売される。また、初回生産分限定特典としてオリジナルフォトブック等が付属する。
TRIGGERはスマートフォン向けアプリ『アイドリッシュセブン』に登場する架空のアイドルユニットであり、アルバムには彼らのシングルやソロ作品が収録されている。

## 収録曲
| 全作詞: 結城アイラ。出典：、注釈はソロナンバーの歌唱者 |                                             |            |                |                |
| #                                                      | タイトル                                    | 作詞       | 作曲           | 編曲           |
| 1.                                                     | 「SECRET NIGHT」                            | 結城アイラ | 木下智哉       | 木下智哉       |
| 2.                                                     | 「NATSU☆しようぜ!」                         | 結城アイラ | 河田貴央       | 河田貴央       |
| 3.                                                     | 「Last Dimension〰引き金をひくのは誰だ〰」  | 結城アイラ | Shinnosuke     | Shinnosuke     |
| 4.                                                     | 「願いはShine On The Sea」                  | 結城アイラ | 藤井亮太       | 藤井亮太       |
| 5.                                                     | 「Leopard Eyes」                            | 結城アイラ | Shinnosuke     | Shinnosuke     |
| 6.                                                     | 「DAYBREAK INTERLUDE」                      | 結城アイラ | 小室哲哉       | 中土智博       |
| 7.                                                     | 「# Riskyな彼女」(十龍之介（CV：佐藤拓也）) | 結城アイラ | 中山英二・SI.V | 中山英二・SI.V |
| 8.                                                     | 「# 幸せでいて」(八乙女楽（CV：羽多野渉）)  | 結城アイラ | 山田竜平       | 山田竜平       |
| 9.                                                     | 「# U COMPLETE ME」(九条天（CV：斉藤壮馬）) | 結城アイラ | 小室哲哉       | AstroNoteS     |
| 10.                                                    | 「In the meantime 」                        | 結城アイラ | GRP・草川瞬    | GRP            |
| 11.                                                    | 「DESTINY」                                 | 結城アイラ | 草野将史       | 草野将史       |

## 楽曲解説
「願いはShine On The Sea」は作中において、TRIGGER失墜を題材としたシナリオで用いられており、歌詞を通じて汚い手にも屈することのなく輝き続ける彼らの姿が描かれている。また、作中でTRIGGERが誘拐された際、メンバーの中で唯一逃げ延びた十龍之介のみが歌番組に出演し、この楽曲を一人で歌う場面がある。声優によるライブパフォーマンスでもこの場面を再現するため、十龍之介役の佐藤拓也が一人で歌った例もあった。
「DAYBREAK INTERLUDE」は小室哲哉が制作した。同楽曲は2017年8月20日に『アイドリッシュセブン』2周年記念楽曲としてミュージックビデオ（ショートバージョン）が公開された。また、ミュージックビデオの制作は、IDOLiSH7の「MEMORiES MELODiES」を手掛けたアニメ会社ボンズが担当した。作中において、同楽曲は「Music Of People」という大会でIDOLiSH7と対決する際に用いたという設定がある。

## チャート成績
9月19日付のオリコンデイリーランキングでは1.2万枚を売り上げ1位にランクイン。その後も5日連続で1位をキープした。10月2日付のオリコンチャート週間ランキングでは3.2万枚を売り上げ1位にランクイン。キャラクター名義の作品が首位を獲得するのはけものフレンズの『Japari Cafe』以来3ヶ月ぶりであり、『アイドリッシュセブン』のみならず、男性キャラクター名義のアルバムとして史上初の1位獲得となった
また、ビルボードのTop Albumsにおいても1位を獲得した。

## 評価
ライターの荻原梓はリアルサウンドに寄せたレビュー記事の中で、アルバム全体の評価として「作品全体を通してみれば、90年代エレクトロ・ポップがベースにありながらも、ここ最近のEDMのマナーを”やりすぎない”程度に取り入れることで、どこか懐かしい趣と最先端な感覚とを同居させている。」と評価している。荻原は個別の楽曲についても評価を寄せており、このうち「DAYBREAK INTERLUDE」については、小室の曲にしてはややBPMが速く、強い意気込みを感じると述べており、サウンドも洗練されていると評価している。また、同じく小室が手掛けた九条天のソロ曲「U COMPLETE ME」については、「DAYBREAK INTERLUDE」と比べると小室らしさが出ていると評価している。
電撃オンラインで行われた男性プレーヤー同士の座談会にて、映像作家の塩谷太白は本作収録曲のうち「Riskyな彼女」、「幸せでいて」、「U COMPLETE ME」のソロ曲が面白かったと話しており、同席していたゲーム配信者の凡も楽を演じる羽多野渉の歌唱力を評価している。また、座談会の進行役を務めたライターの原常樹は「U COMPLETE ME」について、自分たちの期待した小室サウンドが具現化したと評価しており、同席していた声優の吉野貴大はサウンドだけでなく歌詞も素晴らしかったと述べている。同じく小室が手掛けた「DAYBREAK INTERLUDE」について、座談会の参加者は全員一致で称賛している。このうち塩谷はユニット自体に「小室サウンドを違和感なく歌えるアイドル」というイメージができていたため、ほかの楽曲にもそれに合わせるような力が働いたのではないかと推測している。

### ユニットメンバー
1. ↑  九条天（斉藤壮馬）、八乙女楽（羽多野渉）、十龍之介（佐藤拓也）